# Pentzia
- Commons
- Wikispecies

Pentzia é um género botânico pertencente à família Asteraceae.